# Quemadmodum

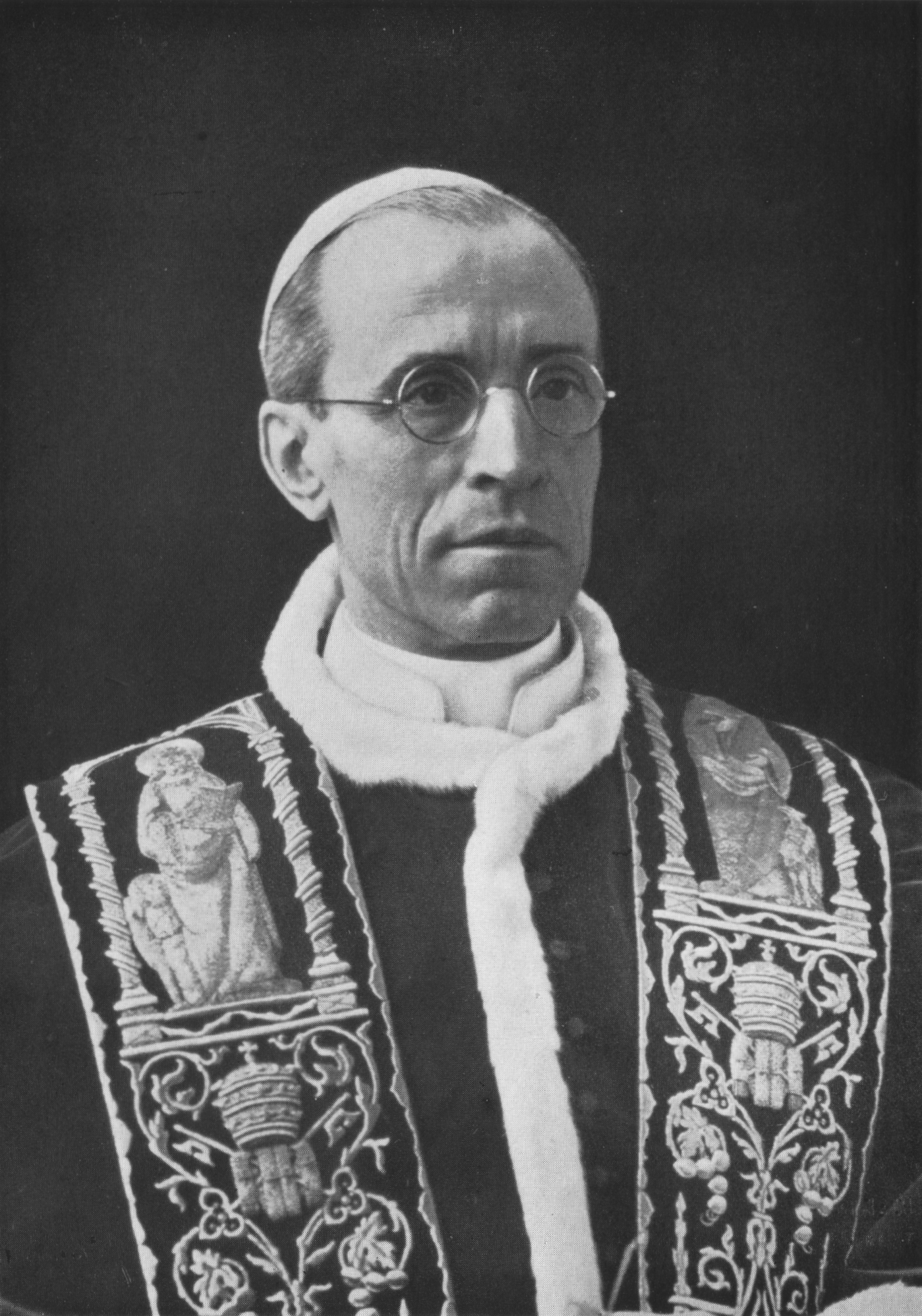
Papież Pius XII

Quemadmodum (z łac. Podobnie jak) – encyklika papieża Piusa XII wydana 6 stycznia 1946 o podtytule O bezzwłocznej pomocy na rzecz dzieci cierpiących niedostatek.
Papież w tej encyklice apeluję o pomoc ludziom, a szczególnie dzieciom poszkodowanym przez II wojnę światową, którzy nadal cierpią niedostatek.

## Treść
Pius XII na początku encykliki stwierdza, że mimo zakończenia działań zbrojnych, nie nastał jeszcze pokój. Setki tysięcy ludzi, a szczególnie dzieci pozbawionych jest rzeczy koniecznych do życia. Dziękuję osobom, stowarzyszeniom i instytucjom, które pomagają ubogim dzieciom i młodzieży. Pomoc ta jest jednak niewystarczająca, dlatego papież apeluję o większe zaangażowanie.
Papież poleca, aby każdy z biskupów wyznaczył w swojej diecezji dzień, w którym podczas nabożeństw wspomoże się te dzieci modlitwą i ofiarami według możliwości. Przypomina, że czyny te będą osądzone przed Bogiem. Przypomina, że Kościół wzorem Chrystusa zawsze otaczał dzieci największą troską, jako przykład podając działające na całym świecie liczne zgromadzenia zakonne.
Pius XII zauważa, że działania, które dawniej w tego rodzaju potrzebach wystarczały, dziś są niewystarczające. Następnie wymiana cierpienia dzieci i wzywa, aby wymyślano również nowe sposoby przeciwdziałania im.
Papież na koniec poleca biskupom przekazać wiernym treść encykliki oraz udziela swojego błogosławieństwa, w szczególności tym, którzy zasłużyli się, bądź w przyszłości zasłużą się opisywanej sprawie.